# Miguel Campins Aura
Miguel Campins Aura (Alcoi, Alcoià, 18 de març de 1880 - Sevilla, 16 d'agost de 1936) va ser un militar africanista valencià de l'Arma d'Infanteria i autor d'un llibre inèdit sobre l'Acadèmia Militar de Saragossa. Executat per la facció de l'exèrcit revoltat contra el govern del Front Popular. La seva mort va ser ordenada pel general Gonzalo Queipo de Llano, qui buscava desdenyar al general Franco, amic de Campins des que tots dos van ser director i subdirector de l'Acadèmia Militar de Saragossa, respectivament.

## Orígens
Fill del tinent d'infanteria Miguel Campins Cort i Juana Concepción Aura Calvo. Als cinc anys perd a la seva mare i el seu germà petit a causa de l'epidèmia de còlera. A l'any següent, el seu pare sol·licita prestar servei a Cuba on ja hi havia estat destinat amb anterioritat.
Després de tornar a Espanya a càrrec del seu oncle matern, Campins ingressa en el Col·legi Preparatori Militar de Trujillo en 1896 amb vista a preparar el seu ingrés a l'Acadèmia d'Infanteria de Toledo a la qual accedeix en 1898 amb molt bons resultats en l'examen d'ingrés.
La Guerra de Cuba modifica els plans d'estudis de les Acadèmies Militars donada la necessitat d'oficials per als conflictes d'ultramar i Campins s'incorpora al Rgt. d'Infanteria d'Àsia nº. 55 acantonat a Figueres com a tinent 2n. Ascendeix a Tinent 1r en 1903 i és destinat a Barcelona, on és condecorat amb una Creu de 1a. Classe al Mèrit Militar en 1906. Després de dos anys de servei a Canàries, realitza les proves d'ingrés a l'Escola Superior de Guerra. Per realitzar les seves pràctiques, se'l destina al Grup d'Esquadrons de Cavalleria de Ceuta en 1911, del que és reclamat primer per tornar a la península i més tard pren el comandament del 1r Esquadró del Rgt. de Cavalleria d'Alcántara l'11 de desembre de 1911.

## Guerra del Rif (1911-15)
Durant la campanya del Kert, és citat nombroses vegades en els parts com a oficial destacat, rebent una Creu de 1a. Classe al Mèrit Militar amb distintiu vermell i una Creu de Maria Cristina. Més tard passa a la Capitania General de Melilla i posteriorment a labors burocràtiques en el Dipòsit de la Guerra a partir de 1913. És destinat novament a Àfrica en 1914 formant part de la campanya de Larraix com a Capità de la 3a. Companyia del Batalló de Caçadors n. 10 Las Navas, destinació provisional que passa a definitiva durant la campanya. Donats els seus mèrits de guerra —en el termini de dos anys és proposat dues vegades com a apte per a l'ascens— en 1915 ascendeix a comandant amb antiguitat des de l'any anterior en el qual va destacar en els combats de Kessiba.

## Intermedi peninsular (1915-21)
S'incorpora com a Comandant del 3r Batalló del Rgt. d'Infanteria de Biscaia n. 51 a Alcoi en 1915. Un any més tard, ja destinat a Madrid, contreu matrimoni amb María de los Dolores Rueda Rovira amb qui tindrà tres fills en els anys següents. En 1918 és destinat a Oviedo i ascendit a Comandant Major del Regiment d'Infanteria del Príncep nº 3. És en aquesta destinació on coneix personalment al també comandant Franco amb qui estableix amistat personal.

## De nou a Àfrica (1921-26)
Ascendeix a Tinent Coronel en 1921 i és destinat a Lleida. L'agost del mateix any se li trasllada al Regiment d'Infanteria de la Corona n. 71, de guarnició a Almeria. Després del desastre d'Annual aquesta unitat envia un batalló expedicionari a Melilla el cap del qual mor a l'octubre i Campins es presenta voluntari per reemplaçar-lo.
En 1922 i al comandament del seu batalló, s'incorpora a la columna del General González de Lara i prenen les poblacions de Chemorra, Naar-el-Lal i Dar-el-Quebdani. Sota ordres de González de Lara se li assignen les preses d'Erguina i Casas de Fumini per l'acció de les quals rep la felicitació telegràfica del Ministre de la Guerra, l'Alt Comissari i el Comandant General del Territori. És enviat de tornada a Almeria on li rep un ajudant del Rei per felicitar-li i més tard és rebut en audiència per Alfons XIII. Al desembre del mateix any el Regiment de Campins, el Terç d'Estrangers comandat per Millán Astray i Franco i el Grup de Forces Regulars de Ceuta n. 3 sota el comandament de González Tablas i Mola reben la Medalla Militar de mans del Rei.
És escollit per assistir al Curs d'Aeronàutica per a Caps de Bases Aèries juntament amb el comandant Mola a Valdemoro. Poc després realitza el curs de pilot i és enviat a Melilla on pren part d'operacions militars sobre Sidi Mesaud com a observador. No arriba a obtenir el títol de pilot, però sí el d'observador. Durant aquest temps, va ser traslladat al Batalló de Muntanya aquarterat a Ronda i és nomenat Comandant Militar de la ciutat.
És novament enviat a Àfrica on pren part de les operacions a la zona de Jebala (1924) i Tetuan (1925). Al setembre forma part de les tropes que realitzen el desembarcament d'Alhucemas. Totes aquestes accions el proposen per a l'ascens a coronel, ascens que rep en 1926.
Després de la fi de la guerra, és reclamat pel Ministre de Guerra per formar part de la Comissió Organitzadora de l'Acadèmia General Militar que presideix el seu amic, el comandant Franco. A la seva arribada a Madrid és condecorat pels seus mèrits i cooperació a les operacions dels exèrcits d'ambdues nacions al Marroc l'any anterior amb la Legió d'Honor.

## L'Acadèmia General Militar (1927-31)
En fundar-se l'Acadèmia, és nomenat Director el general Franco que en 1927 escull Campins com a cap d'estudis i subdirector. A les seves ordres, Campins desplega als cadets per detenir a la columna revoltada a Jaca la destinació de la qual és Saragossa. Si ben no van haver d'intervenir, la maniobra aconsegueix la felicitació col·lectiva juntament amb els altres membres de la V Regió Militar.

## La República (1931-36)
Després de la dissolució per sorpresa de l'Acadèmia en 1931 és destinat a la 1a Brigada de Muntanya a Girona i comença a escriure el seu llibre sobre l'Acadèmia de Saragossa. Es veu afectat pel decret d'Azaña de 1933 que reorganitza l'escalafó militar perjudicant als militars els ascensos que es devien a mèrits de guerra. Després de la rectificació del ministre Diego Hidalgo Durán, Campins recupera el seu lloc en l'escalafó i en 1934 se li dona el comandament del Rgt. d'Infanteria n. 5 a Saragossa.
El triomf del Front Popular a les eleccions de 1936 i la tornada al poder de 'Azaña introdueixen un element d'incertesa en la carrera del coronel. No obstant això, és ascendit a General de Brigada al maig encara que sense comandament efectiu, situació que es corregeix al juliol quan se li concedeix la 3a Brigada d'Infanteria i és nomenat comandant militar de Granada.

## Revolta de juliol de 1936
El 18 de juliol de 1936, davant la falta d'informació, Campins va dubtar entre mantenir la lleialtat al govern de la II República o sumar-se als revoltats als que finalment es va unir, proclamant el denominat bàndol de guerra fins al dia 20 de juliol. Després de destituir al Governador Civil de la província i posar al capdavant d'aquest govern al comandant Valdés, les diferències de criteri entre tots dos van portar Valdés a enviar un missatge personal a Queipo de Llano per mitjà d'un tinent d'aviació. L'acusació proporciona a Queipo l'excusa que necessita per castigar el general que es va oposar a les seves ordres telefòniques: ordena radiofònicament la destitució i arrest de Campins sense escoltar-lo, arrest que realitza el propi general ordenant al seu subordinat coronel Basilio León Maestre que prengui el comandament. Traslladat a Sevilla amb avió el 4 d'agost, s'enfronta a un Consell de Guerra sumaríssim amb la Causa n. 122/36. És jutjat i sentenciat a mort el 14 d'agost. Queipo, en aquells dies un veritable virrei a Andalusia, no va atendre la petició de clemència que li va dirigir el general Franco perquè li fos commutada la pena. Un any després, Queipo va intercedir en favor del general Batet i Franco es va venjar negant l'indult sol·licitat.
La sentència va ser executada el 16 d'agost a les 06:30 hores del matí en les muralles del barri sevillà de la Macarena, enfront de l'actual Parlament d'Andalusia. Els assistents a l'execució —en la seva majoria treballadors que es dirigien a les seves feines en els tramvies que es van parar obligatòriament per contemplar l'execució— ignoraven la identitat del sentenciat, que vestia de paisà i va mostrar un valor i sang freda extraordinaris.

## Condecoracions
- Creu de 1a. Classe al Mèrit Militar (1906);
- Creu de 2a. Classe al Mèrit Militar amb distintiu vermell (1924);
- Creu de 3a. Classe al Mèrit Militar (1932, 1934);
- Creu Militar de Maria Cristina (1911, 1912, 1927);
- Medalla Militar col·lectiva al Rgt. de la Corona n. 71 (1922);
- Oficial de la Legió d'Honor francesa (1927);